# Ладухин, Николай Михайлович
Никола́й Миха́йлович Ладу́хин (21 сентября (3 октября) 1860, Санкт-Петербург — 19 сентября 1918, Москва)— русский музыкальный теоретик, композитор, педагог.

## Биография
По происхождению потомственный дворянин Владимирской губернии. Учился в Московской консерватории по классу теории музыки у С. И. Танеева (окончил в 1886). Также брал уроки у Г. А. Лароша. По окончании консерватории остался при ней преподавателем сольфеджио и гармонии. Преподавал там же сольфеджио и гармонию (позднее также инструментовку; профессор с 1904). Автор ряда оркестровых сочинений ― «Симфонических вариаций» для большого оркестра, музыкальной картины «В сумерках», фортепианных и скрипичных пьес, романсов, хоров, детских песен для одного-трёх голосов. Наибольшее значение имеет как теоретик и педагог: написанные им сборники сольфеджио для одного-четырёх голосов успешно используются при обучении и в наше время. Является автором 100 детских песен для 1, 2, 3-х голосов, а также учебных пособий (сборники по сольфеджио для 1–4 голосов). Награждён орденами Святой Анны и Святого Станислава 3-й степени, серебряной медалью на Александровской ленте в память об императоре Александре III. Ему принадлежат также «Опыт практического изучения интервалов, гамм и ритма», «Краткая энциклопедия теории музыки», «Руководство к практическому изучению гармонии» и сборник задач к нему.

## Семья
Его брат — Алексей Михайлович Ладухин (1857, Петербург — ?) — пианист. Ученик П. А. Шостаковского и П. А. Пабста. Преподавал игру на фортепиано в учебных заведениях Москвы, с 1901года — Оренбурга.

## Произведения
Из изданных сочинений Ладухина:
- «В сумерках» музык. картинка (струн. орк.);
- «Симфонические вариации» (больш. орк.);
- пьесы для скрипки и фп.;
- фортепианные пьесы (Six miniatures; 4-ручные вариации на С, D, Е, F, G и др.);
- около 12 романсов;
- хоры для смешанных голосов;
- 100 детских песен для 1, 2 и 3 голосов;
- «Литургия Иоанна Златоуста» для 4-глсн. хора;
- кроме того, педагогические сочинения (все изданы в Москве): несколько сборников сольфеджио для 1-4 голос.;
- «Опыт практического изучения интервалов, гамм и ритма»;
- «Краткая энциклопедия теории музыки» (1897);
- «Руководство к практическому изучению гармонии» (1898)
- а также «Сборник задач»[1]

## Смерть
Умер 19 сентября 1918 года в Москве.